# 1941 – Ursäkta var är Hollywood?
1941 – Ursäkta var är Hollywood? (originaltitel: 1941) är en amerikansk komedifilm från 1979 i regi av Steven Spielberg. I huvudrollerna ses Dan Aykroyd, Ned Beatty och John Belushi. Filmen hade svensk premiär den 28 mars 1980.

## Handling
Filmen utspelar sig runt jultid 1941, strax efter den japanska attacken mot Pearl Harbor, vilket drog in USA i andra världskriget. En samling amerikaner förbereder sig för den väntade japanska invasionen av USA på mer eller mindre märkliga sätt.

## Rollista i urval
| Skådespelare    | Roll                            |
| --------------- | ------------------------------- |
| Dan Aykroyd     | Sgt. Frank Tree                 |
| Ned Beatty      | Ward Douglas                    |
| John Belushi    | Capt. Wild Bill Kelso           |
| Lorraine Gary   | Joan Douglas                    |
| Bobby Di Cicco  | Wally Stephens                  |
| Murray Hamilton | Claude Crumn                    |
| Christopher Lee | Capt. Wolfgang von Kleinschmidt |
| Tim Matheson    | Capt. Loomis Birkhead           |
| Toshirô Mifune  | Cmdr. Akiro Mitamura            |
| Warren Oates    | Col. 'Madman' Maddox            |
| Robert Stack    | Maj. Gen. Joseph W. Stilwell    |
| Treat Williams  | Cpl. Chuck 'Stretch' Sitarski   |
| Nancy Allen     | Donna Stratton                  |